# التقاطية
الالتقاطية، أو التقاط الكرز، أو قمع الدليل، أو مغالطة الدليل الناقص هي الإشارة إلى حالات فردية من البيانات التي يبدو عليها تأكيد رؤية ما، مع تجاهل جزء كبير من الحالات أو البيانات التي تعارض هذه الرؤية. فهي نوع من مغالطات الانتباه الانتقائي، والتي من أهم أمثلتها «الانحياز التأكيدي». يمكن أن تجرى الالتقاطية أو التقاط الكرز عن قصد أو دون قصد. وتعد هذه المغالطة مدعاة كبيرة للنقاش العام.
يستند مصطلح التقاط الكرز على تخيل عملية جني الثمار، كالكرز مثلا. فما نتوقعه من جانٍ هو أن يقوم بالتقاط الثمار الأكثر نضجا وصحة. ومن ثم فإن شاهد شخص ما الثمار التي تم التقاطها من الشجرة فسيظن أن معظم ثمار هذه الشجرة، أو ربما كلها، في حالة جيدة. ومن ثم فقد يعطي ذلك انطباعا خاطئا عن جودة الثمار، إذ إن ما رآه الشخص كان محض عينة وليس عينة تمثيلية كاملة.
للالتقاطية سمعة سيئة كممارسة تتجاهل، تتغاضى، أو تقمع الدليل بشكل يحجب عنا الصورة الكاملة لأمر ما.
من المفاهيم التي يتم الخلط بينها وبين الالتقاطية أحيانا هي فكرة جني الثمار القريبة والسهلة حصادها فحسب، وتجاهل الثمار البعيدة في قمة الشجرة التي تكون صعبة الجني.
يمكننا أن نجد الالتقاطية في الكثير من المغالطات المنطقية. ففي مغالطة «الدليل القولي»، مثلا، يتم تجاهل قدر كبير من البيانات من أجل منفعة آراء شخصية، وفي «انتقاء الأدلة» يتم تجاهل الأدلة التي لا يفضل أحدهم مناقشتها، بينما في «المأزق المفتعل» يحصر أحدهم الخيارات المطروحة في خيارين فقط، رغم أن هناك خيارات أكثر من اثنين. يمكن أن تشير الالتقاطية إلى انتقاء البيانات أو مجموعات من البيانات الخاصة بدراسة أو استطلاع على نحو يأتي بالنتائج المتوقعة والمرغوبة، والتي قد تكون مضللة أو حتى مناهضة تماما للواقع والحقيقة.

## في العلوم
تعتبر الالتقاطية واحدة من الخصائص المعرفية للإنكارية وتستخدم على نطاق واسع من قبل منكري العلوم من أجل معارضة الاكتشافات العلمية. فعلى سبيل المثال، تستخدم الالتقاطية في إنكار تغير المناخ، إنكار السلبيات الصحية لاستهلاك منتجات التبغ والتدخين السلبي، وإنكار التطور من قبل الخلقيين.
يقول ريتشارد سوميرفايل في شهادة أدلى بها أمام مجلس النواب الأمريكي للطاقة والتجارة في مارس 2011:
ويقول ستيفن نوفيللا مشككا في أوز:

## في الطب
في دراسة أجريت عام 2002، وجد أن هناك التقاطية في تجارب أجريت على أدوية مضادة للاكتئاب:
راجع الباحثون 31 من تجارب الفعالية لمضادات الاكتئاب لتحديد معايير الاستبعاد الأساسية التي تستخدم في تحديد القابلية للمشاركة. تشير نتائجهم إلى أن المرضى في تجارب مضادات الاكتئاب الحالية يمثلون نسبة قليلة من المرضى الذين يتم علاجهم من الاكتئاب بشكل روتيني. وبذلك، ووفقا للباحثين، فإن استبعاد بعض المرضى يعني أن قابلية تعميم فعالية استخدام مضادات الاكتئاب تفتقر إلى دعم الدليل التجريبي.

## في المناقشات
يعتبر الاقتباس من خارج السياق نوعا من أنواع الالتقاطية في المناقشات، ففيها يقوم المناظر باجتزاء ما يوافق موقفه من السياق، أو يبالغ في موقف خصمه، ويتجاهل بذلك ما يتصل باقتباسه من كلام أصلي، أو يضع اقتباسه في سياق مختلف. تمثل الالتقاطية مشكلة كبيرة في المناقشات، فالحقائق المقتبسة نفسها تكون صحيحة، لكنها مع ذلك تكون خارج سياقها. ولأن الأبحاث لا تجرى مباشرة وتكون عادة في غير أوانها، فإن الحقائق أو الاقتباسات الالتقاطية تلتصق عادة بذهن العامة، وحتى عندما يتم تصحيحها، فإنها تؤدي إلى تحريف واسع النطاق في معناها.

## البرهان المتحيز
البرهان المتحيز نوع من المغالطات اللاشكلانية التي تحدث فقط عندما يعتد بالأدلة التي تدعم فرضية ما، وإهمال الأدلة المعارضة لها.
كتب أستاذ الفلسفة بيتر سوبر: «لا تجعل مغالطة البرهان المتحيز حجة ما باطلة. وقد لا تجعلها أيضا فاسدة. فهذه المغالطة تنطوي على إقناع القراء، وحتى المغالطين أنفسهم، بأننا أوفينا بحق الأدلة وأصبح لدينا ما يكفي لتبرير حكمنا. وإن لم نكن قد وقعنا في مغالطة البرهان المتحيز، فسنكون حينها لم نبرهن على ما يكفي لتبرير حكمنا. قد تكون البراهين عند الطرف الآخر أقوى من تلك التي نملكها. ولن نعرف إلا عندما نفحصها. وبذلك فإن مغالطة البرهان المنحاز لا تعني أن فرضيتك خاطئة أو ليست في محلها، ولكن تعني أنها غير كاملة فحسب.»
«عند إلقاء كلام عقلاني، عليك أن تحدد إن كنت تريد استخدام برهان منحاز (أحادي الجانب) أو برهان غير منحاز (ثنائي الجانب). يقدم البرهان المنحاز وجهة النظر الداعمة فقط، أما البرهان غير المنحاز فيقدم وجهتي النظر المتعاكستين. واختيارك لأي منهما يعود إلى حاجاتك ونوع جمهورك. ففي العادة يكون البرهان المنحاز محبذا عندما توجه كلامك إلى جمهور يفضل أفكارك. ويكون البرهان غير المنحاز محبذا عندما توجه كلامك إلى أولئك الذين يعارضون أفكارك، أو المتعلمين بشكل جيد، أو من قد استمعوا بالفعل إلى وجهات نظر معاكسة لك.»
رص الأوراق هو أسلوب من أساليب البروباغاندا التي تسعى للتلاعب بإدراك الجمهور لقضية ما عبر تأييد أحد جوانبها وقمع الآخر. ومثل هذا التأييد يمكن تحقيقه عبر انحياز الإعلام أو الشهادات أحادية الجانب، أو ببساطة عبر قمع الأصوات المعارضة. يستخدم هذا الأسلوب عادة في الخطابات الإقناعية التي يلقيها السياسيون المرشحون لتشويه سمعة خصومهم وإظهار أنفسهم بشكل أفضل.
يعود أصل المصطلح إلى حيلة الساحر في أوراق اللعب التي تتضمن تقديم طابق من الأوراق يبدو عليها وكأنها خلطت عشوائيا، لكنها في الحقيقة تكون قد رصت وفق نظام محدد. والساحر يعرف ذلك النظام ويستطيع التحكم في نتيجة الخدعة. وفي لعبة البوكر، يمكن تنظيم الأوراق بحيث يأخذ لاعبون معينون أوراقا معينة. [13]
يمكن أن تنطبق هذه الظاهرة على أي موضوع ولها قطاع عريض من التطبيقات. فأينما وجد طيف واسع من المعلومات، فإن المظاهر يمكن أن تزور بتسليط الضوء على بعض الحقائق وتجاهل حقائق أخرى. يمكن أن يكون رص الأوراق أداة للخداع في بعض الإعلانات، مثل تلك الخاصة بالتعبئة والتجنيد. فقد يكتب على إعلان التجنيد بخط كبير «هل تريد السفر؟ هل تريد خوض غامرة؟» ويكتب بخط صغير أقل جاذبية بالأسفل «تطوع لمدة عامين أو أربع أعوام».